# Georges Polny
Georges Polny est un footballeur professionnel français devenu entraîneur, né le 3 février 1943 à Blan (Tarn). Formé au club de l'US Labruguière (Tarn), il est ensuite repéré par l'AS Saint-Étienne, ses qualités physiques et sa volonté de combattant sur le terrain ont fait de lui l'un des piliers de la défense stéphanoise dans les années 1960 à 1970. Il a notamment remporté cinq Championnats de France et deux Coupes de France avec les Verts, et dispute régulièrement des matchs de Coupe d'Europe des clubs champions. Il est ensuite devenu entraîneur.

## Carrière de joueur
- 1961-1972 : AS Saint-Étienne
- 1972-1974 : AS Monaco
- 1974-1977 : FC Rouen

## Carrière d'entraîneur
- 1977-1979 : AS Beauvais-Marissel
- 1979-1980 : Stade Poitevin FC

## Palmarès de joueur
- Champion de France en 1964, 1967, 1968, 1969 et 1970 (avec l'AS Saint-Étienne)
- Vainqueur de la Coupe de France en 1968 et 1970  (avec l'AS Saint-Étienne)
- Champion de France de D2 en 1963 (avec l'AS Saint-Étienne)